# Collegium Russicum
Il Collegium Russicum (Pontificium Collegium Russicum, noto in breve come Russicum) è un istituto di formazione cattolico con sede a Roma, dedicato agli studi della cultura e della spiritualità della Russia.
È situato presso la basilica di Santa Maria Maggiore, separato dal Pontificio Istituto Orientale dalla chiesa di Sant'Antonio Abate all'Esquilino.
Fu eretto il 15 agosto 1929 da papa Pio XI, che intendeva creare un istituto di formazione per i molti seminaristi immigrati dalla Russia bolscevica a causa della persecuzione anticristiana e anticattolica del regime sovietico. Il denaro necessario per l'edificio del collegio e per il suo restauro fu reperito con le donazioni pervenute da fedeli di tutto il mondo in occasione della canonizzazione di santa Teresa di Lisieux.
Il Collegium Russicum è affidato alla Compagnia di Gesù e fornisce istruzione e alloggio a studenti cattolici e ortodossi.
Il primo rettore fu Vendelín Javorka, S.I., internato nei gulag.

## Galleria d'immagini
Iconografo di fama mondiale, il sacerdote tedesco, gesuita, studioso e critico d'arte padre Egon Sendler, allievo del Russicum, ha eseguito una serie di lavori per il collegio:

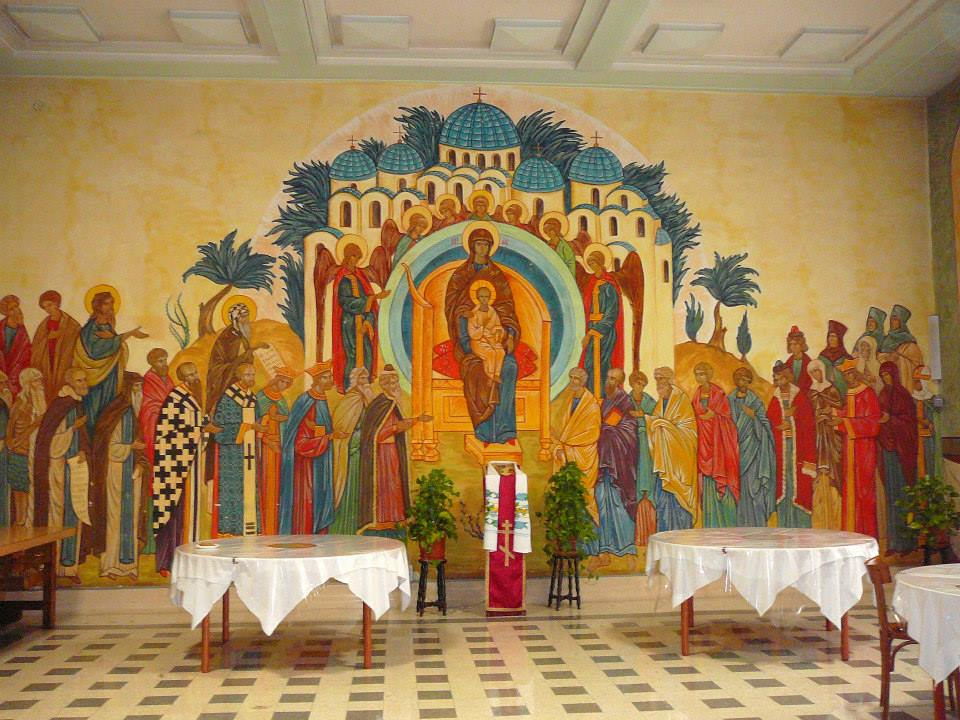
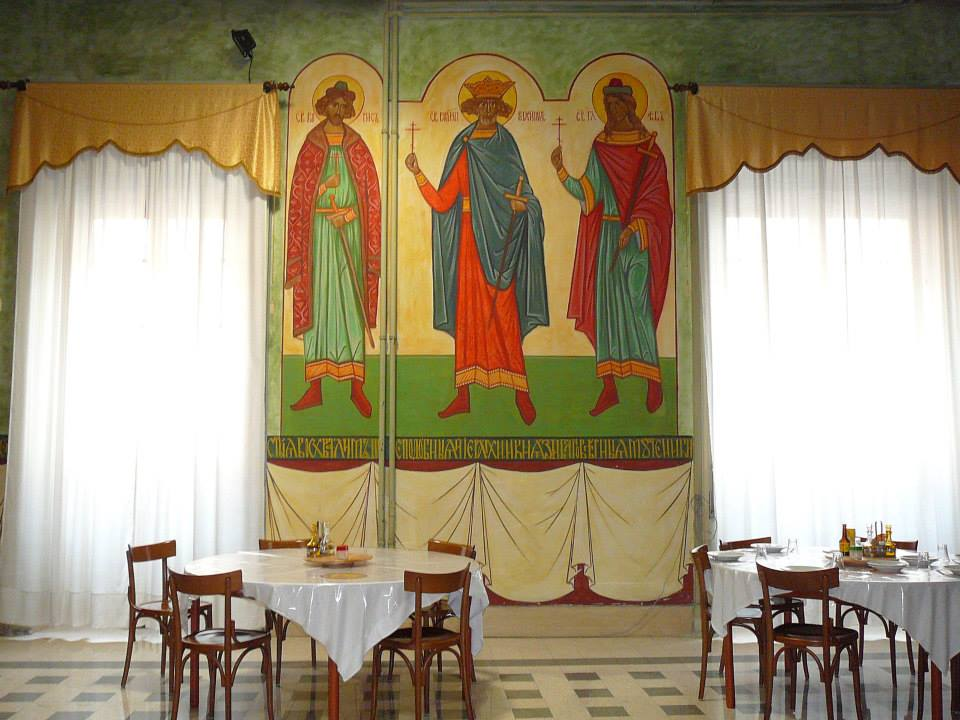
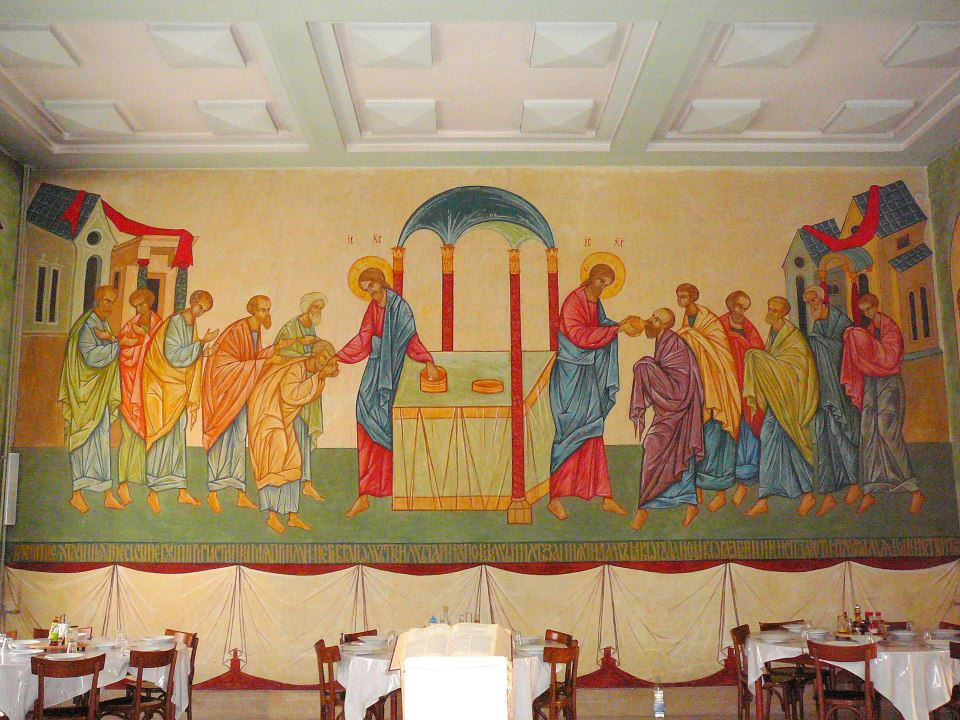
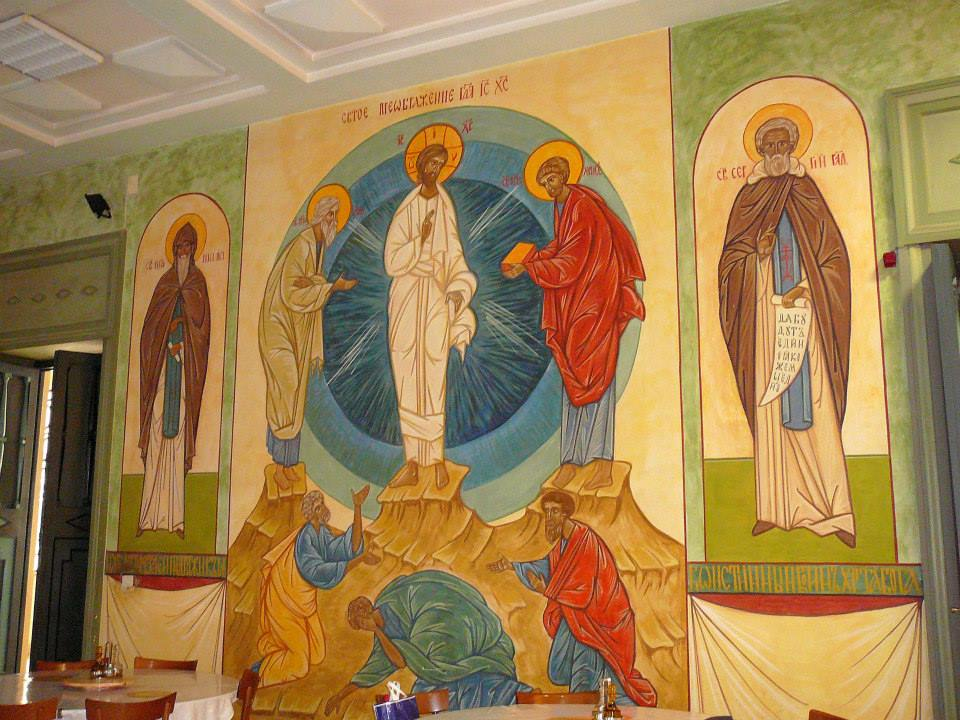
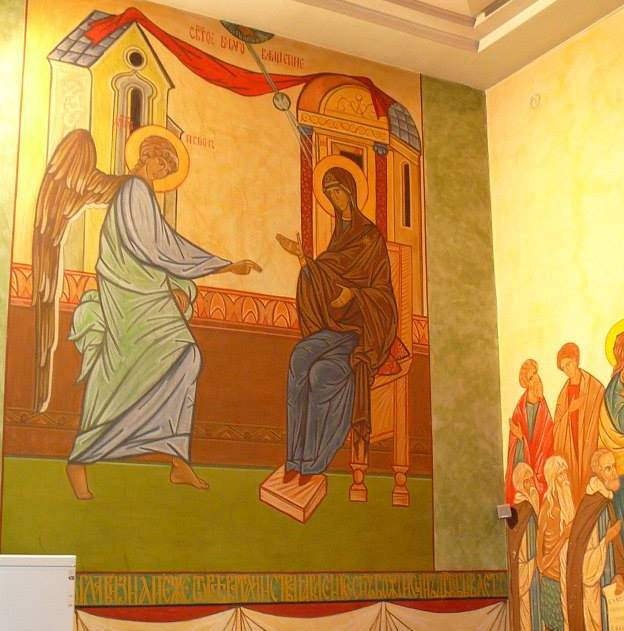